# Helena Duć-Fajfer
Helena Duć-Fajfer, także Olena Duć-Fajfer (łem. Олена Дуць-Файфер, (ur. 9 sierpnia 1960 w Udaninie) – łemkowska działaczka społeczna, poetka i naukowczyni, pracownica naukowy Uniwersytetu Jagiellońskiego.

## Życiorys
W rok po urodzeniu, w 1961 wraz z rodzicami powróciła w rodzinne strony do Uścia Gorlickiego. Ukończyła filologię rosyjską, psychologię i historię sztuki na Uniwersytecie Jagiellońskim.
Rozprawę doktorską napisała na temat Życie literackie Łemków w drugiej połowie wieku XIX i na początku wieku XX, pod kierunkiem naukowym prof. Ryszarda Łużnego i obroniła w 1997. W 2012 na UJ uzyskała habilitację na podstawie książki Pomiędzy bukwą a literą. Współczesna literatura mniejszości białoruskiej, ukraińskiej i łemkowskiej w Polsce (Wydawnictwo UJ).
Pracuje na stanowisku profesora UJ jako kierownik Katedry Literaturoznawstwa Rosyjskiego Instytutu Filologii Wschodniosłowiańskiej Uniwersytetu Jagiellońskiego.
Jest twórczynią specjalności filologia rosyjska z językiem rusińsko-łemkowskim (nauczycielska) na kierunku filologia w Instytucie Neofilologii Uniwersytetu Pedagogicznego w Krakowie, gdzie również pracuje, oraz autorką wielu opracowań naukowych o tematyce łemkowskiej.
Przewodnicząca Rady Fundacji Wspierania Mniejszości Łemkowskiej „Rutenika”, sekretarz naukowy Komisji Wschodnioeuropejskiej Polskiej Akademii Umiejętności, członkini Stowarzyszenia „Ruska Bursa” w Gorlicach, członkini kolegium redakcyjnego dwumiesięcznika „Besida”, członkini Zarządu Głównego Stowarzyszenia Łemków.
W 2021 odznaczona Złotym Krzyżem Zasługi.